# Fang Bo
Fang Bo (Tongcheng, 6 november 1992) is een voormalig Chinees professioneel tafeltennisser. Hij speelt rechtshandig met de shakehandgreep. Fang is zijn achternaam.

## Belangrijkste resultaten
- Goud met het Chinese team op de wereldkampioenschappen in 2016